# Појана Ботизиј (Марамуреш)
Појана Ботизиј (рум. Poiana Botizii) насеље је у Румунији у округу Марамуреш у општини Бајуц. Oпштина се налази на надморској висини од 539 m.

## Становништво
Према подацима из 2002. године у насељу је живело 265 становника, од којих су сви румунске националности.